# Tomba 1200
Die Tomba 1200 (Grab 1200) ist ein ausgemaltes etruskisches Kammergrab mit Satteldach, das an den Beginn des vierten Jahrhunderts v. Chr. datiert. Das Grab wurde im Jahr 1959 entdeckt und befindet sich in der Monterozzi-Nekropole bei Tarquinia.
Die Kammer des Grabes hat an der Rückwand für die Hauptbestattung eine Nische. Die Kammer ist ausgemalt, doch sind die Malereien, die übereinander in zwei Friesen angeordnet sind, nur schlecht erhalten. Die wenigen Reste gehören zu einer Bankettszene; es gibt Tänzer und Streitwagen.